# Нийл Сандерсън
Нийл Сандерсън (на английски: Neil Sanderson) е барабанист, беквокалист и съосновател на канадската рок група Three Days Grace. Посочва, че влияние са му оказали Джон Бонъм, Дани Кери и Фил Ръд.

## Ранни години
Нийл Сандерсън е роден на 17 декември 1978. Сандерсън се занимава с пиано още преди да почне училище. Има огромен интерес към музикаата и работи с различни инструменти докато е още в началното училище. По това време се влюбва в барабаните.
Записва се в гимназията в Онтарио през 1992 и среща Адам Гонтиер и двамата в 9 клас. С басиста Брад Уалст основават бандата под името Groundswell и издават албума Wave of Popular Feeling
Сандерсън също е барабанист за групата Thousand Foot Krutch от 1996 до 1997.
Groundswell се преформира като Three Days Grace през 1997

## Успех
Под името Three Days Grace бандата изнася различни концерти в Торонто и в крайна сметка подписва договор с американската звукозаписна компания Jive Records.
Първият албум на групата е едноименен и е пуснат на пазара през 2003. Три сингъла от албума – „I Hate Everything About You“, „Just Like You“ и „Home“ стават хитове, всеки достига първо място в американските класации. Албумът е обявен за платинен.
Групата пуска втория си албум One-X през 2006. Този албум достига пето място в класацията за албуми на Билборд. Три сингъла от този албум „Animal I Have Become“, „Pain“, и „Never Too Late“ също достигат първо място в американските класации. И този албум е признат за платинен.
През 2006 Three Days Grace печелят награда за песен на годината.
През 2006 Three Days Grace подгряват на Rolling Stones. Правят турне в Щатите, Канада, Австралия, Бразилия, Европа и Япония.
В интервю отнасящо се до завръщането на бандата през 2007 (след като член от групата е прекарал 2 години в клиника) Сандерсън казва „Сега всичко е в това да продължим да поддържаме комуникация и това прави турнето много по-лесно и много по-приятно преживяване.“
Сандерсън е въодушевен от успеха на Three Days Grace. По време на турнето си през 2008 той казва: „Сега можем да взрвияваме неща на сцената. Опитваме се да включваме колкото се може повече ефекти и светлини.“ Относно преместването на бандата към по-големи широти той добавя „Страхотно е да видиш всички на по-малко място, но същите хора, които бяха до нас в по-ранните дни, сега също са там.“
През 2009 групата пуска албума Life Starts Now, който достига до трето място до класацията за албуми на Билборд.

## Оборудване
През годините Сандерсън използва барабани Yamaha, чинели Sabian и палки Vic Firth.

### Барабани
- 17x24" bass drum (Evans EQ3 Bass Head)
- 9x12" tom (Evans G2 clear)
- 16x16" floor tom (Evans G2 clear)
- 16x18" floor tom (Evans G2 clear)
- 6.5x14" JR Robinson signature snare drum in a birds eye maple finish (Evans 14" Super Tough snare head)

### Чинели
Sabian
APX,AAX,HHX,AA,HH,V
- AA Medium Hi-Hats 14"
- HHX Evolution Splash 10"
- V-crash 17"
- V-crash 18"
- APX Splash 10"
- APX Solid Crash 18"
- HHX Legacy Crash 18"
- AA Chinese 18"
- AAX Stage Crash
- HH Raw Bell Dry Ride 21"
- APX Chinese 18"

### Палки
- Vic Firth Danney Carey

## Ракции на критиците
Син Лукас пише в The Silver Tongue „Трудно е да си намериш светлината, но солото на Нийл Ссандерсън е грандиозно.“ Критик на Electric City пише за „внушителните удари и точост“ на Сандерсън.